# Haenertsburg
Haenertsburg is een plaats in de Zuid-Afrikaanse provincie Limpopo.
Haenertsburg telt ongeveer 282 inwoners.
De plaats is vernoemd naar Carl Ferdinand Haenert die, samen met zijn broer, hier in 1886 goud ontdekte in de heuvels. Nadat het nieuws zich verspreidde, was de stad het hart van wat bekend stond als de Woodbrush Goldfield. De vondst was echter binnen twee jaar uitgeput.

## Wijk
Bosplantages voor de houtindustrie zijn de belangrijkste industrie in het district.